# Poder Público Nacional (Venezuela)

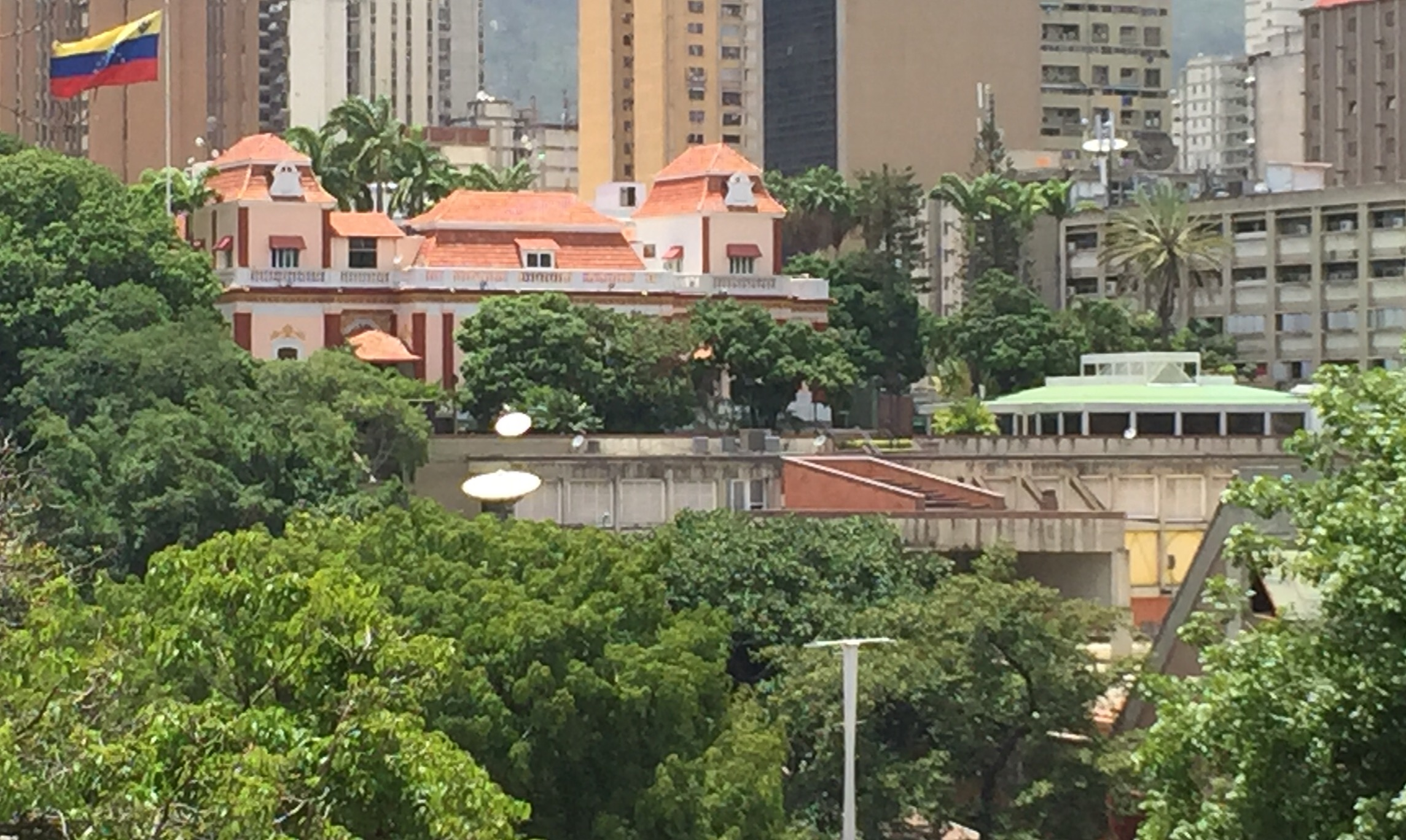
El Palacio de Miraflores en 2015. Es la sede del Gobierno de Venezuela, donde se encuentra la oficina oficial del Presidente de Venezuela..

El Poder Público Nacional, acompañado del poder público municipal y el poder público estadal, conforman el Poder Público de la República Bolivariana de Venezuela, según se establece en el artículo 136 constitucional. En Venezuela, como es en la mayoría de las repúblicas a nivel mundial en la actualidad, el poder público se dividía históricamente en tres (legislativo, ejecutivo y judicial). Sin embargo, desde la aprobación de la Constitución de 1999, el Poder Público Nacional de Venezuela se organiza en cinco ramas: ejecutiva, legislativa, judicial, ciudadano y electoral.
El poder legislativo y el ejecutivo, son los únicos dos poderes de los cinco existentes cuyos miembros o representantes son electos directamente por los venezolanos mediante sufragio directo, universal y secreto. Los representantes del resto de los poderes (Judicial, Ciudadano y Electoral) son electos por la Asamblea Nacional siguiendo las normas y procedimientos establecidos por la ley. Por principio democrático y mandato constitucional, los poderes del Estado son independientes entre sí. Adicionalmente, según la Constitución, toda autoridad usurpada es ineficaz y sus actos son nulos (Art. 138 constitucional)

## Poder Legislativo

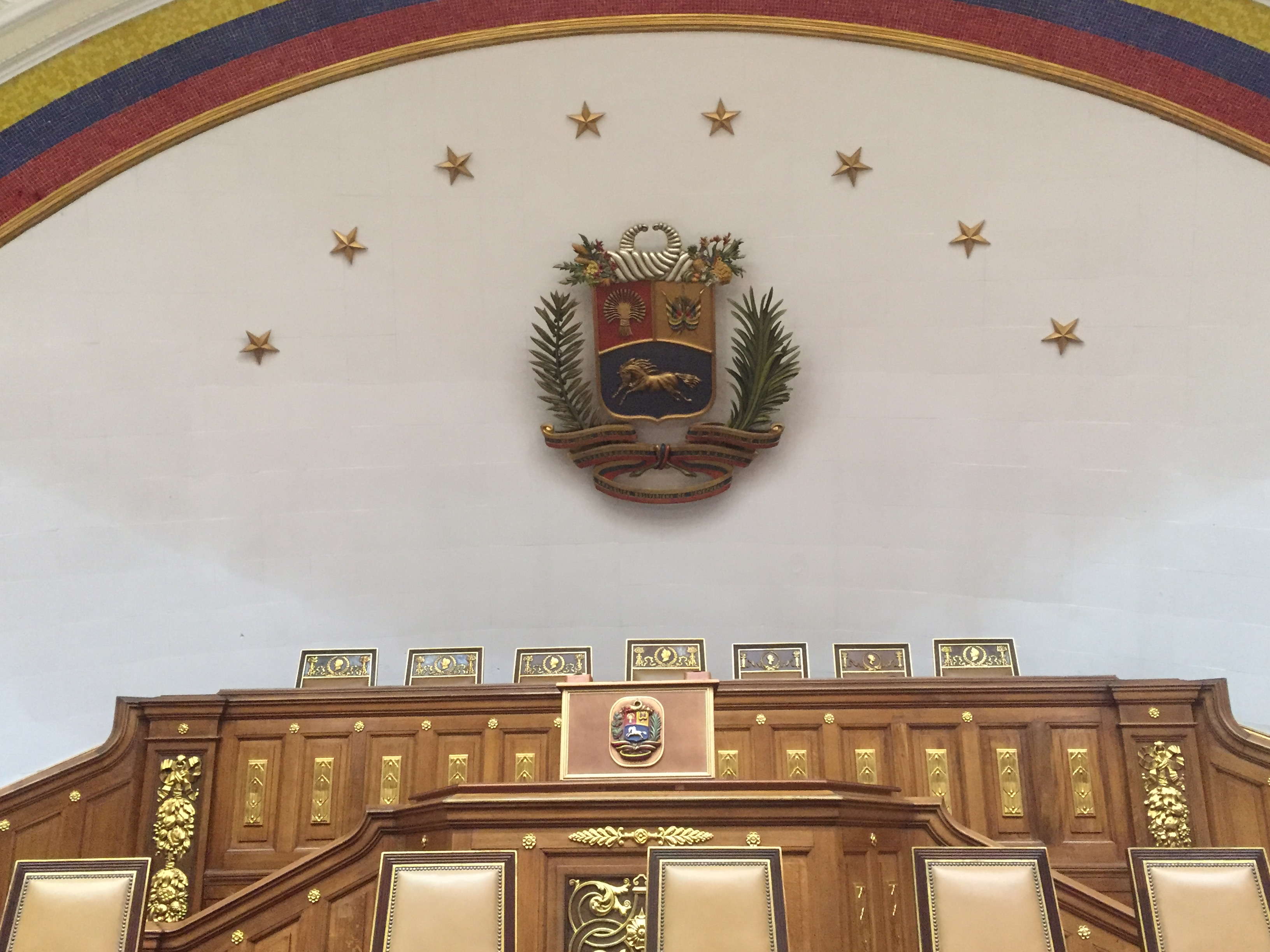
Palacio Federal Legislativo. Sede del poder legislativo.

El poder legislativo de la República Bolivariana de Venezuela es representado por la Asamblea Nacional, la cual es unicameral y se encuentra conformada por 277 diputados que son electos por un sistema mixto de representación popular y voto directo para un período de cinco años. De su seno la Asamblea Nacional elige, por mayoría simple cada año, su Presidente que ejerce la jefatura del poder legislativo.
La Asamblea Nacional se encarga de la formación y aprobación de leyes. Adicionalmente, es el órgano encargado de la elección de los Magistrados del Tribunal Supremo de Justicia (poder judicial), de los Rectores del Consejo Nacional Electoral (poder electoral) y del Fiscal General, el Contralor General y el Defensor del Pueblo (poder ciudadano)

## Poder Ejecutivo

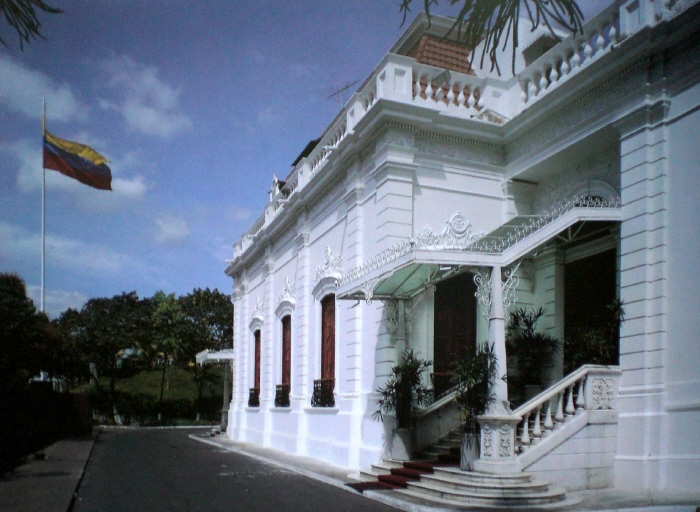
Palacio de Miraflores. Sede del Ejecutivo Nacional

El poder ejecutivo de la República de Venezuela se conforma por el Gobierno Nacional integrado por el Presidente de la República, el Vicepresidente Ejecutivo y el Consejo de Ministros. El Presidente de la República es electo por voto directo, universal y secreto por la mayoría relativa de los votos en una única vuelta electoral. Como Jefe del Estado se encarga de ejercer la Comandancia de las Fuerzas Armadas y, como Jefe del Gobierno y del Ejecutivo Nacional, se encarga de elegir libremente al Vicepresidente Ejecutivo y a los ministros del gobierno.
El número de ministros es definido por el presidente de la República. así como la distribución de funciones y/o áreas temáticas de cada ministerio. Todos los miembros del Gobierno son de libre nombramiento y remoción por parte del Presidente de la República.

## Poder Judicial

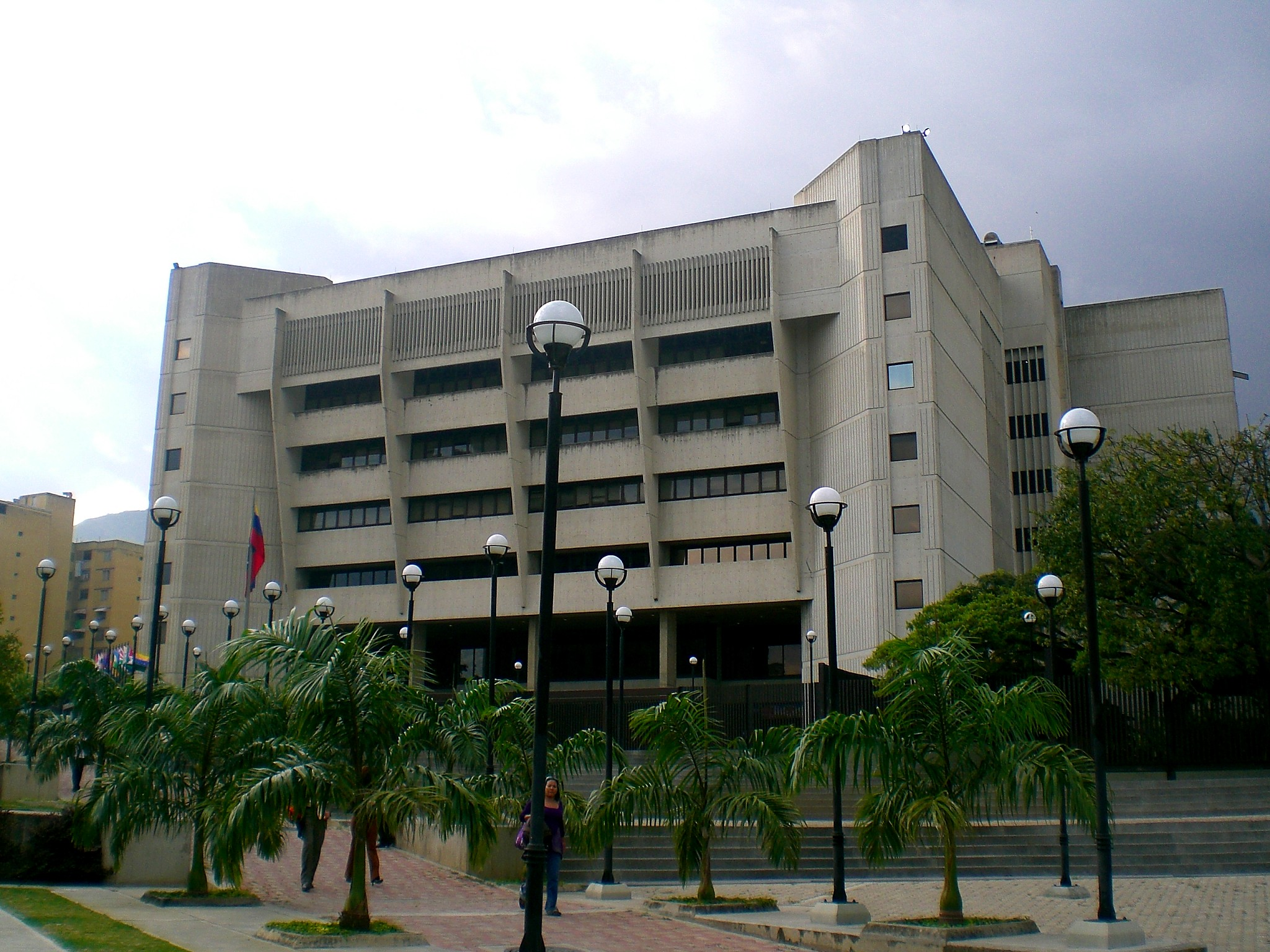
Palacio del TSJ. Sede del poder judicial.

El Poder Judicial es ejercido por el Tribunal Supremo de Justicia. Es el órgano del Estado que se encarga de administrar e impartir la justicia en nombre de la República por autoridad de la ley. El Tribunal está compuesto por veinte (20) magistrados electos por la Asamblea Nacional bajo un proceso específico definido por la Constitución y la ley, y se organizan en siete salas, una Sala Plena y seis salas funcionales. A través de la Sala Constitucional, el Tribunal Supremo de Justicia, es el máximo intérprete de la Constitución en la República Bolivariana de Venezuela. El Presidente del Tribunal Supremo de Justicia es el jefe judicial de Venezuela. 

## Poder Electoral

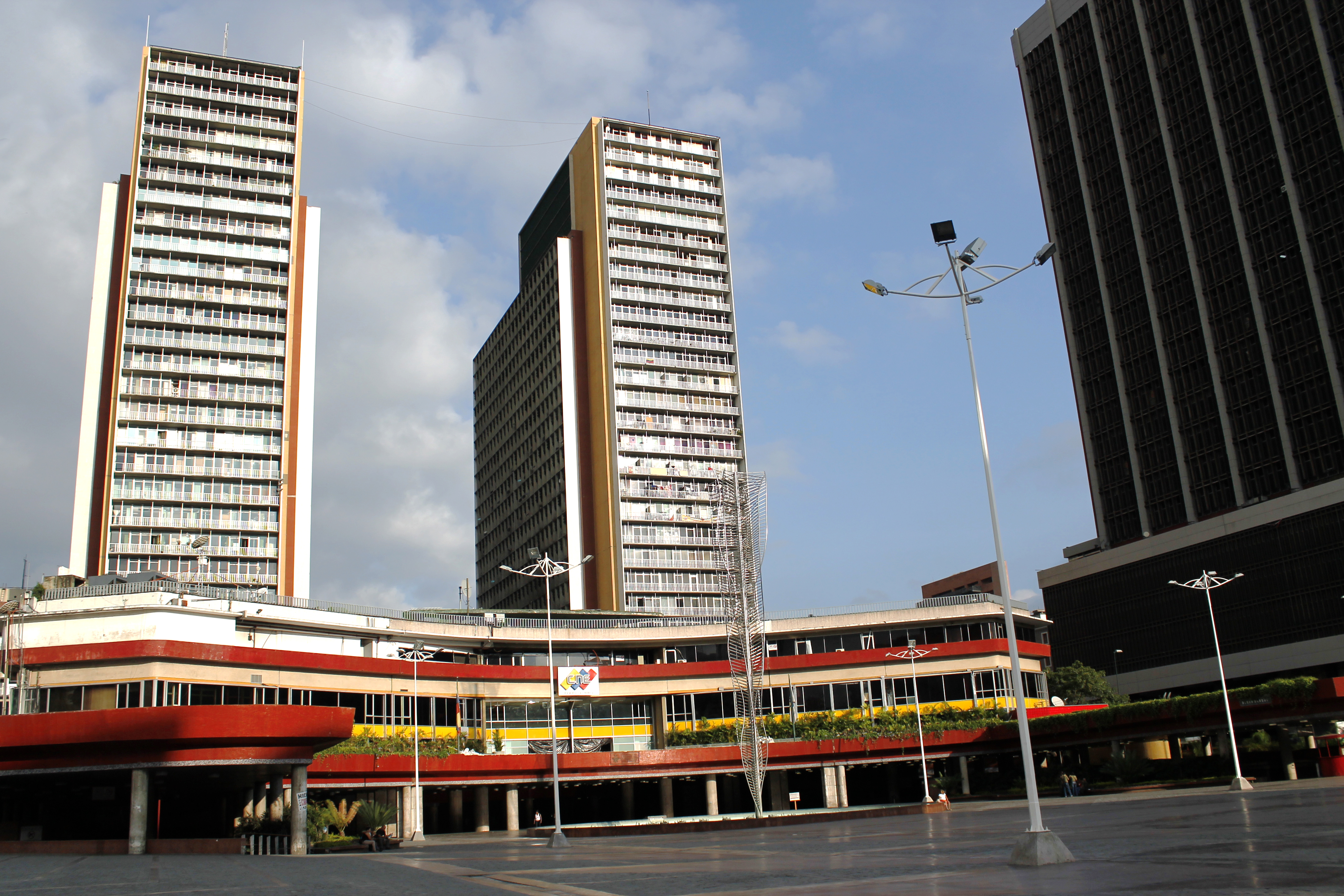
Centro Simón Bolívar. Sede del CNE

El Consejo Nacional Electoral de Venezuela (CNE) es el ente rector del poder electoral de la República Bolivariana de Venezuela, en cargado de la administración y funcionamiento del sistema electoral venezolano, del registro civil y de las política y seguimiento de la participación política y su financiamiento.
El CNE se encuentra conformado por cinco (5) rectores principales, electos por la Asamblea Nacional bajo un sistema de postulación definido en la Constitución y la Ley. De entre los cinco (5) rectores que conforman la Junta Directiva, uno es designado Presidente por elección del pleno del Consejo y dos Vicepresidentes. El Presidente del CNE es el jefe del poder electoral de la República.

## Poder Ciudadano
La máxima instancia del poder ciudadano se ejerce por órgano del Consejo Moral Republicano, conformado por el Ministerio Público, la Contraloría General de la República, y la Defensoría del Pueblo. Entre sus funciones se encuentran prevenir, investigar o sancionar los hechos que atenten contra la ética pública y la moral administrativa, velar por la buena gestión y la legalidad en el uso del patrimonio público y por el cumplimiento de los principios constitucionales del debido proceso y de la legalidad, en toda la actividad administrativa del Estado venezolano.
También se encarga de efectuar la segunda preselección de los candidatos a magistrados del Tribunal Supremo de Justicia, la cual luego será presentada a la Asamblea Nacional. El Presidente del Consejo Moral Republicano y, por tanto, jefe del poder ciudadano, es uno de los tres integrantes principales del Consejo Moral Republicano.

## Jefaturas del Poder Público Nacional
| Poder Público Nacional | Cargo                                       | Autoridad | Autoridad                                       | Inicio de jefatura      |
| Ejecutivo              | Presidente de la República                  |           | Nicolás Maduro (parcialmente reconocido)        | 5 de marzo de 2013      |
| Legislativo            | Presidente de la Asamblea Nacional          |           | Jorge Rodríguez Gómez (parcialmente reconocido) | 5 de enero de 2021      |
| Judicial               | Presidente del Tribunal Supremo de Justicia |           | Caryslia Rodríguez                              | 17 de enero de 2024     |
| Electoral              | Presidente del Consejo Nacional Electoral   |           | Elvis Amoroso                                   | 24 de agosto de 2023    |
| Ciudadano              | Presidente del Consejo Moral Republicano    |           | Tarek William Saab                              | 16 de diciembre de 2023 |

## Atribuciones
Las atribuciones del Poder Público Nacional se recogen en la Constitución de la República Bolivariana de Venezuela.
1. La política y la actuación internacional de la República.
2. La defensa y suprema vigilancia de los intereses generales de la República, la conservación de la paz pública y la recta aplicación de la ley en todo el territorio nacional.
3. La bandera, escudo de armas, himno, fiestas, condecoraciones y honores de carácter nacional.
4. La naturalización, la admisión, la extradición y expulsión de extranjeros o extranjeras.
5. Los servicios de identificación.
6. La policía nacional.
7. La seguridad, la defensa y el desarrollo nacional.
8. La organización y régimen de la Fuerza Armada Nacional.
9. El régimen de la administración de riesgos y emergencias.
10. La organización y régimen del Distrito Capital y de las dependencias federales.
11. La regulación de la banca central, del sistema monetario, del régimen cambiario, del sistema financiero y del mercado de capitales; la emisión y acuñación de moneda.
12. La creación, organización, recaudación, administración y control de los impuestos sobre la renta, sobre sucesiones, donaciones y demás ramos conexos, el capital, la producción, el valor agregado, los hidrocarburos y minas, de los gravámenes a la importación y exportación de bienes y servicios, los impuestos que recaigan sobre el consumo de licores, alcoholes y demás especies alcohólicas, cigarrillos y demás manufacturas del tabaco, y de los demás impuestos, tasas y rentas no atribuidas a los Estados y Municipios por esta Constitución o por la ley.
13. La legislación para garantizar la coordinación y armonización de las distintas potestades tributarias, definir principios, parámetros y limitaciones, especialmente para la determinación de los tipos impositivos o alícuotas de los tributos estadales y municipales, así como para crear fondos específicos que aseguren la solidaridad interterritorial.
14. La creación y organización de impuestos territoriales o sobre predios rurales y sobre transacciones inmobiliarias, cuya recaudación y control corresponda a los Municipios, de conformidad con esta Constitución.
15. El régimen del comercio exterior y la organización y régimen de las aduanas.
16. El régimen y administración de las minas e hidrocarburos, el régimen de las tierras baldías, y la conservación, fomento y aprovechamiento de los bosques, suelos, aguas y otras riquezas naturales del país.
  1. El Ejecutivo Nacional no podrá otorgar concesiones mineras por tiempo indefinido.
  2. La Ley establecerá un sistema de asignaciones económicas especiales en beneficio de los Estados en cuyo territorio se encuentren situados los bienes que se mencionan en este numeral, sin perjuicio de que también puedan establecerse asignaciones especiales en beneficio de otros Estados
17. El Régimen de metrología legal y control de calidad.
18. Los censos y estadísticas nacionales.
19. El establecimiento, coordinación y unificación de normas y procedimientos técnicos para obras de ingeniería, de arquitectura y de urbanismo, y la legislación sobre ordenación urbanística.
20. Las obras públicas de interés nacional.
21. Las políticas macroeconómicas, financieras y fiscales de la República.
22. El régimen y organización del sistema de seguridad social.
23. Las políticas nacionales y la legislación en materia naviera, de sanidad, vivienda, seguridad alimentaria, ambiente, aguas, turismo, ordenación del territorio.
24. Las políticas y los servicios nacionales de educación y salud.
25. Las políticas nacionales para la producción agrícola, ganadera, pesquera y forestal.
26. El régimen de la navegación y del transporte aéreo terrestre, marítimo, fluvial y lacustre, de carácter nacional; de los puertos, aeropuertos y su infraestructura.
27. El sistema de vialidad y de ferrocarriles nacionales.
28. El régimen del servicio de correo y de las telecomunicaciones, así como el régimen y la administración del espectro electromagnético.
29. El régimen general de los servicios públicos domiciliarios y, en especial, electricidad, agua potable y gas.
30. El manejo de la política de fronteras con una visión integral del país, que permita la presencia de la venezolanidad y el mantenimiento territorial y la soberanía en esos espacios.
31. La organización y administración nacional de la justicia, del Ministerio Público y de la Defensoría del Pueblo.
32. La legislación en materia de derechos, deberes y garantías constitucionales; la civil, mercantil, penal, penitenciaria, de procedimientos y de derecho internacional privado; la de elecciones; la de expropiación por causa de utilidad pública o social; la de crédito público; la de propiedad intelectual, artística e industrial; la del patrimonio cultural y arqueológico; la agraria; la de inmigración y poblamiento; la de pueblos indígenas y territorios ocupados por ellos; la del trabajo, previsión y seguridad sociales; la de sanidad animal y vegetal; la de notarías y registro público; la de bancos y la de seguros; la de loterías, hipódromos y apuestas en general; la de organización y funcionamiento de los órganos del Poder Público Nacional y demás órganos e instituciones nacionales del Estado; y la relativa a todas las materias de la competencia nacional.
33. Toda otra materia que la presente Constitución atribuya al Poder Público Nacional, o que le corresponda por su índole o naturaleza.